# Rhionaeschna brasiliensis
Rhionaeschna brasiliensis – gatunek ważki z rodziny żagnicowatych (Aeshnidae). Występuje na terenie Ameryki Południowej.